# Pentax ESII
Asahi Pentax ES II — малоформатный однообъективный зеркальный фотоаппарат, выпускавшийся в прочном стальном корпусе в чёрном или чёрно-серебристом исполнении c 1973 по 1975 год. На рынке США известна как Honeywell Pentax ESII. Эта модель была, по сути, несколько доработанным Pentax Electro Spotmatic.

## Отличия от камеры-предшественницыPentax Electro Spotmatic
Батарейный отсек в предыдущей модели был расположен на месте автоспуска, а последним создателям пришлось пожертвовать. В ESII же место для батарей нашлось снизу камеры под креплением объектива, а автоспуск вернулся на традиционное место. Изменились и сами элементы питания: четыре элемента LR-44 заменили собой громоздкую для корпуса камеры A544 (2CR, 1/3N).
Видоискатель оснастили автоматически закрывающимися шторками, которые препятствовали ошибкам экспозамера (например, при автоспуске или спуске с тросика). Закрытие шторок осуществляется при переходе в опциальный режим..
Стрелка экспонометра в обновлённой камере показывала значения выдержек не только в интервале 1/1000 — 1 сек, а во всём диапазоне автоматически отрабатываемых затвором выдержек (до 8 секунд).

## Некоторые технические характеристики
- Автоматическое управление экспозицией в режиме приоритета диафрагмы.
- Отрабатываемые электронно-управляемым затвором выдержки: B, 8 — 1/1000 сек (бесступенчато).
- Механические выдержки (доступны в ручном режиме): В,1/1000, 1/500, 1/250, 1/125, и 1/60 сек.
- Выдержка синхронизации — 1/60 сек.
- Фотовспышка может подключаться синхрокабелем: доступны X и FP синхронизация или через «горячий башмак»: доступна только X-синхронизация.
- Автоспуск на 5-11 секунд.
- Репетир диафрагмы.
- С объективами SMC Takumar экспозамер производится при открытой диафрагме с передачей предустановленного значения диафрагмы объектива.
- С более ранними объективами экспозамер производится только на рабочей диафрагме, поскольку у этих объективов нет возможности передать значение предустановленной диафрагмы.
- Встроенный TTL-экспонометр (CdS) EV1-18.
- Экспокоррекция −1EV — +2EV с шагом в 1EV.
- Питание электроники камеры от четырёх элементов LR-44.
- В видоискателе отображаются: состояние элемента питания и стрелка выдержек .
- Фокусировочный экран на основе линзы Френеля c микропризмами
- Чувствительность плёнки вводится с помощью кольца под рулеткой обратной перемотки в диапазоне 20-3200 ASA.
- В ручном режиме электроника камеры выключена и экспоподсказки не отображается.
- Возможность установки моторного привода Asahi Pentax Motor Drive.

## Название камеры
Компания Honeywell была эксклюзивным дистрибьютором Asahi Optical в США с 1959 по 1974 год. В связи с этим все камеры Asahi Optical на территории США продавались под торговой маркой Honeywell, что отражалось в логотипе нанесённом на фронтальную часть пентапризмы.